# Passiflora suberosa
Passiflora suberosa es una especie de planta herbácea perteneciente a la familia Passifloraceae. Es originaria de América. Se distribuye desde Florida al Valle del Río Grande de Texas en los Estados Unidos sur de México, Centroamérica, el Caribe y Sudamérica.

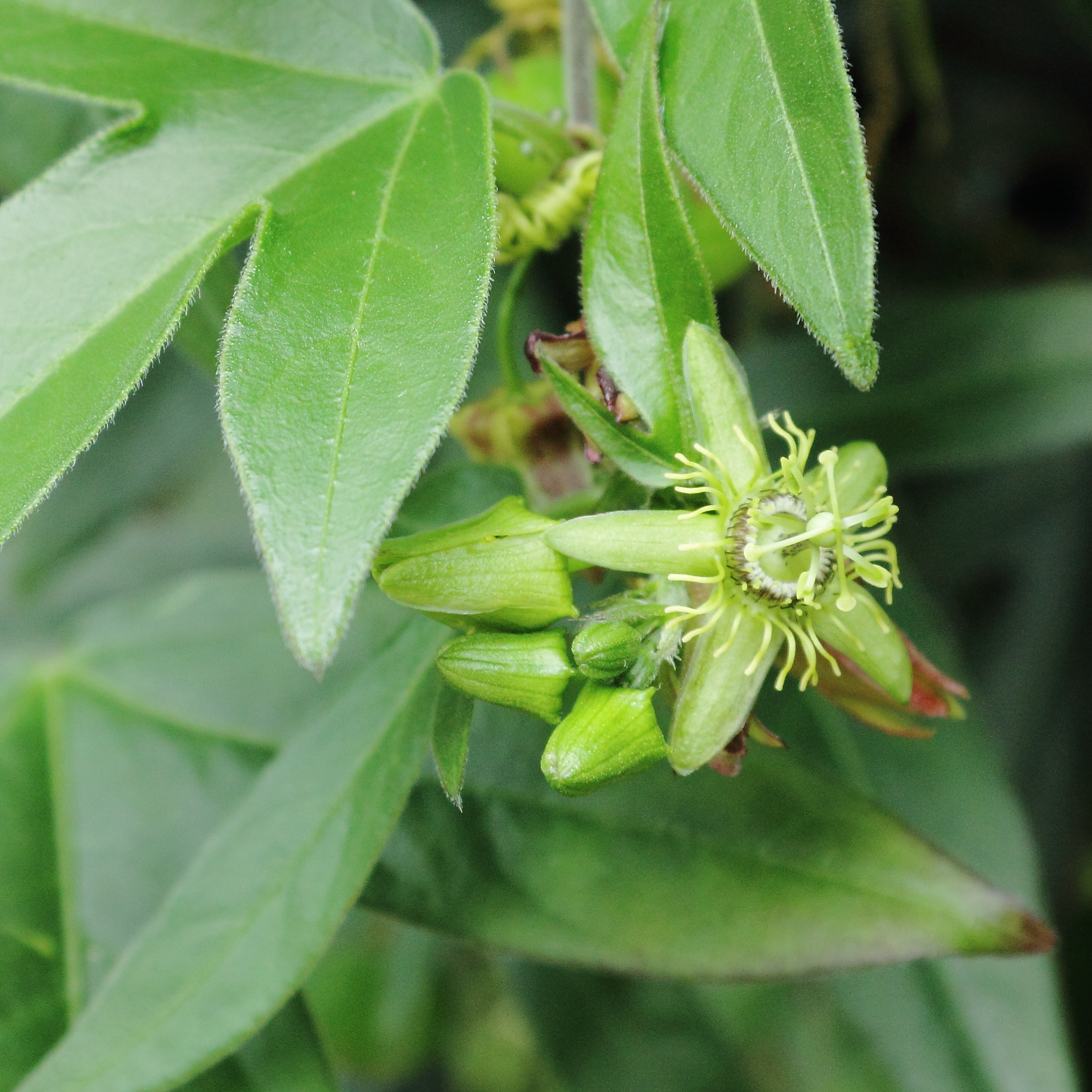
Flor.

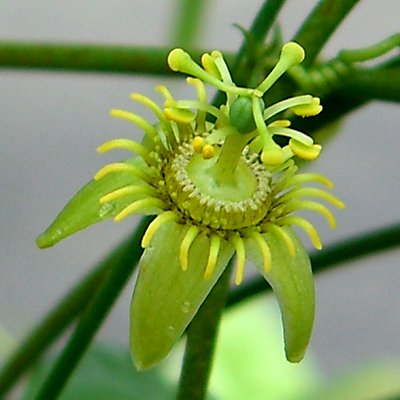
Detalle de la flor.

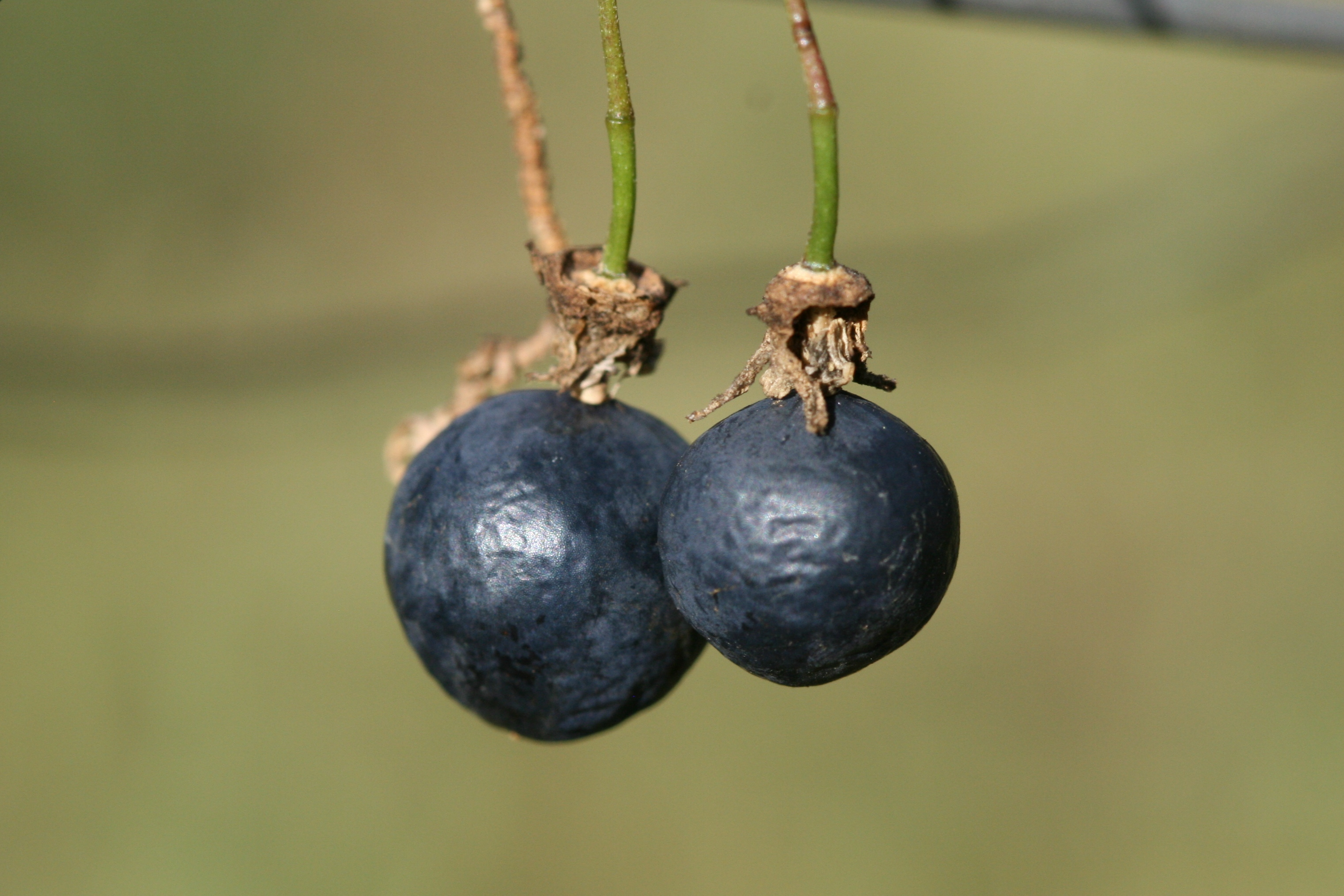
Frutos.

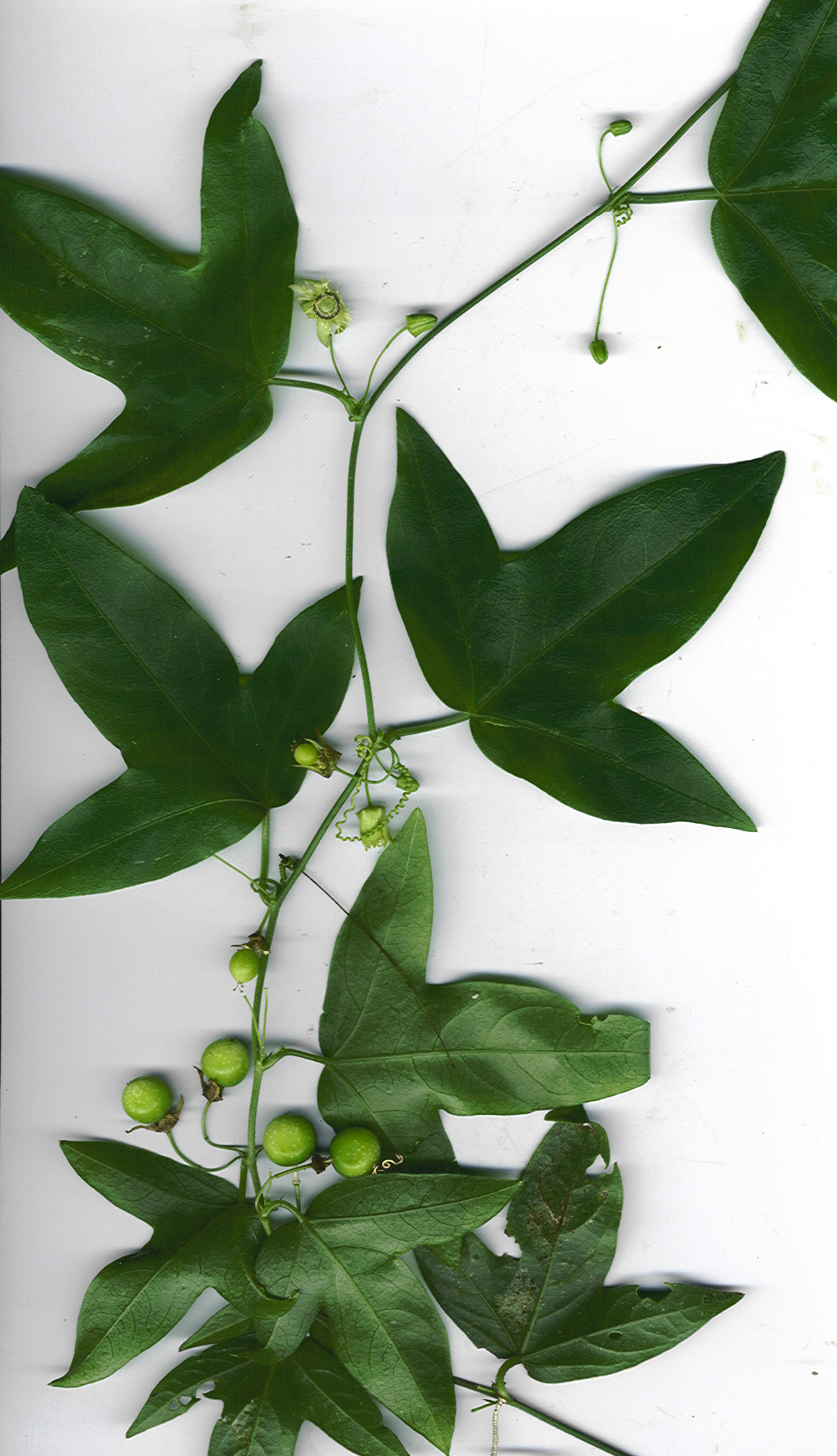
Hojas.

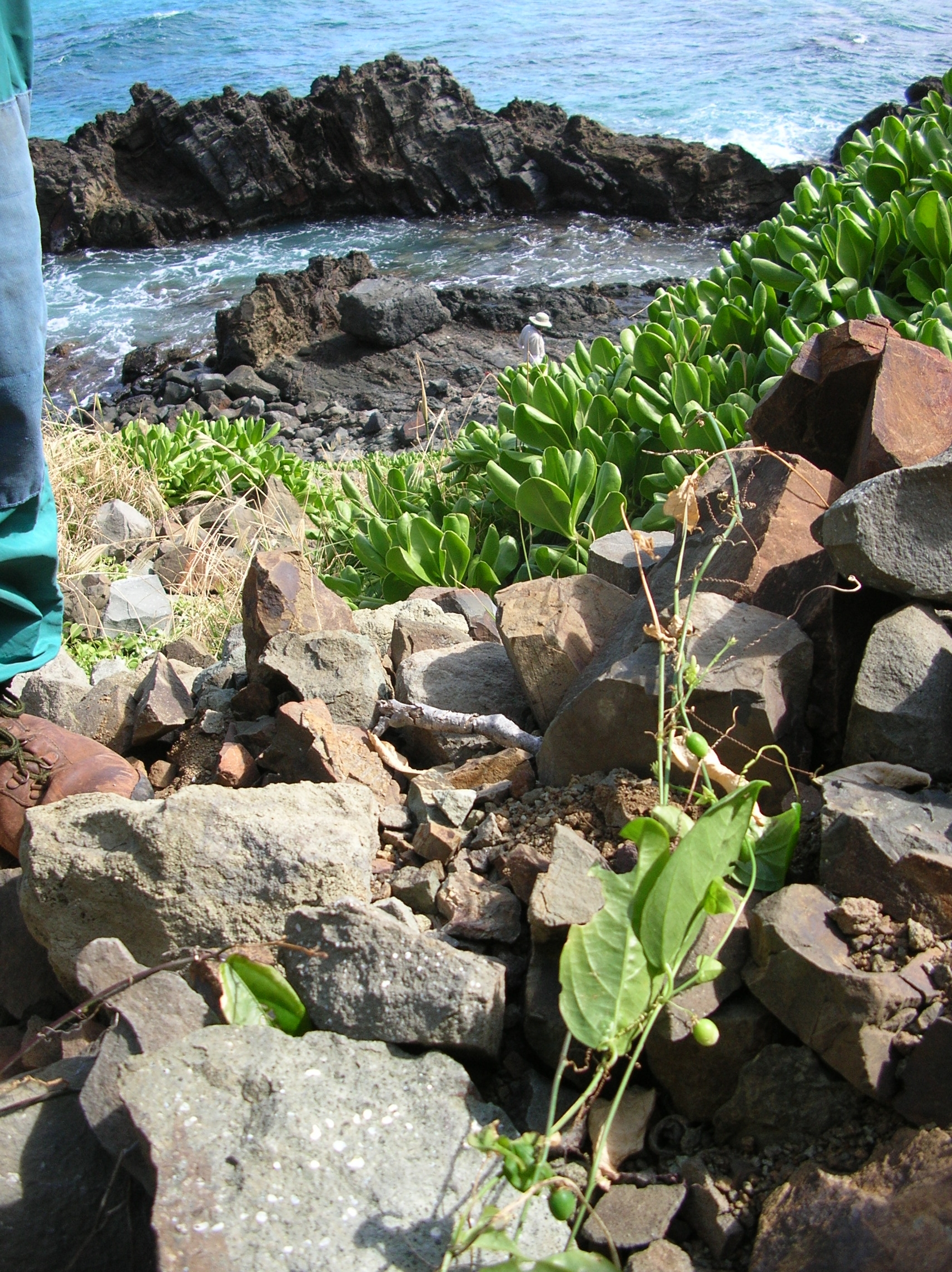
En su hábitat.

## Descripción
Tiene tallos suberosos en su parte inferior, glabros a puberulentos. Hojas extremadamente variables, desde elípticas hasta tri-lobadas, de hasta 11 cm de largo y 5 cm de ancho cuando elípticas y hasta 5 cm de largo y 7 cm de ancho cuando profundamente lobadas, lobos agudos, base redondeada a truncada, glabras a puberulentas; pecíolos de 0.5–4 cm de largo, con un par de glándulas conspicuas y estipitadas en la mitad superior; estípulas lineares. Las inflorescencias solitarias o apareadas, con 1–varias flores, brácteas diminutas, caducas; flores 1–2 (–3) cm de ancho, verdosas con la corona amarilla y morada; sépalos 0.5–1 cm de largo; pétalos ausentes; corona 2-seriada. Frutos globosos, 0.6–1.5 cm de diámetro, morado obscuros o negros, glabros; semillas reticuladas.

## Ecología
Esta especie es una planta huésped para las orugas de Agraulis vanillae, Dryas iulia, Dione moneta y Heliconius charithonia.

## Taxonomía
Passiflora suberosa fue descrita por Carlos Linneo y publicado en Species Plantarum 2: 958. 1753.
Etimología
Ver: Passiflora
suberosa: epíteto latino que significa "con característica corchosa".
Sinonimia
- Anthactinia walkeri M.Roem.
- Cieca angustifolia M.Roem.
- Cieca flexuosa M.Roem.
- Cieca globosa M.Roem.
- Cieca hederacea M.Roem.
- Cieca littoralis M.Roem.
- Cieca nigra Medik.
- Cieca oliviformis M.Roem.
- Cieca pallida M.Roem.
- Cieca peltata M.Roem.
- Cieca pseudosuberosa M.Roem.
- Cieca suberosa (L.) Moench
- Granadilla suberosa (L.) Gaertn.
- Meioperis angustifolia (Sw.) Raf.
- Meioperis hederacea (Cav.) Raf.
- Meioperis minima (L.) Raf.
- Meioperis pallida (L.) Raf.
- Meioperis peltata (Cav.) Raf.
- Meioperis suberosa (L.) Raf.
- Monactineirma angustifolia (Sw.) Bory
- Monactineirma hederacea (Cav.) Bory
- Monactineirma minima (L.) Bory
- Monactineirma peltata (Cav.) Bory
- Monactineirma suberosa (L.) Bory
- Passiflora angustifolia Sw.
- Passiflora calliaquatica E.H.L. Krause
- Passiflora flexuosa Gardner
- Passiflora glabra Mill.
- Passiflora globosa Vell.
- Passiflora hederacea Cav.
- Passiflora hederifolia Lam.
- Passiflora heterophylla Aiton
- Passiflora hirsuta L.
- Passiflora kohautiana C. Presl
- Passiflora limbata Ten.
- Passiflora lineariloba Hook. f.
- Passiflora litoralis Kunth
- Passiflora longifolia Lam.
- Passiflora minima L.
- Passiflora nigra Jacq.
- Passiflora oliviformis Mill.
- Passiflora pallida L.
- Passiflora parviflora Sw.
- Passiflora peltata Cav.
- Passiflora pseudosuberosa Fisch.
- Passiflora puberula Hook. f.
- Passiflora tridactylites Hook. f.
- Passiflora walkeri Wight
- Passiflora warei Nutt.[6][7]